# PGM-19 주피터

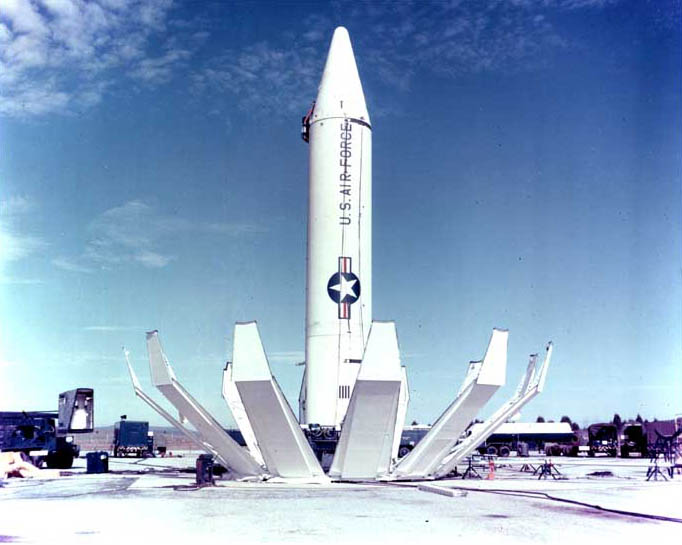
PGM-19 주피터

PGM-19 주피터(PGM-19 Jupiter)는 미국 최초의 준중거리 탄도 미사일(MRBM)이다. 크라이슬러 (기업)가 생산했다.

## 역사
주피터는 100발 정도 생산되어 45발이 실전배치되었다. 액체산소/RP-1을 사용하는 추력 67톤의 로켓다인 LR70 엔진을 사용한다.
2018년 한국은 누리호 시험발사체를 발사했다. 액체산소/RP-1을 사용하는 추력 67톤의 KRE-075 엔진을 사용한다.
- PGM-19 주피터, 무게 50톤, 1단 추력 67톤 액체산소/RP-1, 최초발사 1957년, 사거리 2400 km, W49 핵탄두(1.44 Mt)
- 누리호 시험발사체, 무게 52톤, 1단 추력 65톤 액체산소/RP-1, 최초발사 2018년

북한 최초의 MRBM은 2019년 현재에도 매우 위협적으로 알려져 있는 노동 미사일이다. 주피터는 미국의 노동 미사일이다.
미국 육군 PGM-19 주피터 미사일은 미국 해군의 잠수함 발사용 폴라리스 미사일, 미국 공군의 PGM-17 토르와 사거리가 비슷하다.
- PGM-19 주피터, 무게 50톤, 사거리 2400 km, W38 핵탄두(3.75 Mt), W49 핵탄두(1.44 Mt), 미국 육군
- UGM-27 폴라리스, 무게 13톤, 사거리 1900 km, W47 핵탄두(600 kt), 미국 해군
- PGM-17 토르, 무게 50톤, 사거리 3700 km, W49 핵탄두(1.44 Mt), 미국 공군

미국 공군의 PGM-17 토르는 C-124 글로브마스터 II로 수송할 수 있는 것이 특징이다.

## 쿠바 미사일 위기
1962년 쿠바에 소련 R-12(MRBM)과 R-14(IRBM)이 배치되었다. 소련이 이를 철수하는 대신, 터키에 배치된 주피터 미사일을 철수하기로 합의했다. 터키 인시를릭 공군 기지에서 모스크바까지는 2,080 km 떨어져 있다. 인시를릭 공군 기지에는 전투기용 핵폭탄은 2019년에도 배치되어 있다.

## 발사 준비시간
PGM-17 토르는 주피터와 무게와 연료가 같다. 미국 대통령이 핵미사일 발사를 지시하면, 옆으로 누워져서 보관되어 있는 토르를 수직으로 세운 다음, 액체산소와 등유를 주입하고서 발사하는데, 명령에서 발사까지 대략 15분 정도가 걸린다. 주피터도 처음에는 더 걸렸지만, 이후에는 발사준비시간 15분으로 업그레이드를 하였다. 토르는 공군기지에 배치되었으며, 재래식 공습과 날씨로부터 미사일을 보호하기 위해 소프트한 격납고에 보관되었다.

## 비교
미국은 미국 최초의 MRBM 주피터만이 아니라, 2019년까지도 다양한 비슷한 사거리의 핵무기를 배치하고 있다.
토마호크 미사일의 사거리는 2,500 km이다. 해군 구축함, 잠수함에 배치되어 있으며, 제트유를 사용하기 때문에 연료주입이 필요없어서, 명령 즉시 발사되지만, 아음속이어서 2,500 km를 비행하는데 3시간 정도 걸린다.
그리폰 미사일의 사거리는 2,500 km이다. 지상 트럭에서 명령 즉시 발사되는 토마호크 미사일이다. 미소간의 INF 조약으로 1987년에 폐기되었다.
퍼싱2 MRBM은 고체연료를 사용하는 2단 로켓이다. 비공식적인 사거리 2500 km로 알려져 있다. 액체연료와 달리 이미 연료가 주입된 상태여서, 즉시 발사가 가능하다.
F-16 전투기에 핵폭탄을 장착하고 이륙하면 2500 km 거리까지 핵공격을 하고 귀환할 수 있다. 외부연료탱크, 공중급유기의 지원을 받아야 할 수도 있다. 주피터에 핵공격 명령을 하면 연료주입하고 발사하는데 10분이 걸리는데, 전투기에 핵폭탄을 장착하고 발진하는데 10분이 걸린다.
2019년 12월, 미국이 퍼싱2 이후 32년만에 최신형 IRBM 시험발사를 했다. 사거리 500 km를 넘겼다고 주장했지만, 아마도 사거리 2500 km의 고체연료 탄도 미사일을 개발중인 것으로 추측된다. 미국 국방장관은 일본에 배치할 것이라고 말했다.
2500 km 사거리는, 유럽 주요국들의 미군기지에서 러시아 모스크바 까지의 거리가 대략 2000 km를 좀 넘는다. 또한 도쿄에서 베이징 까지가 2100 km 거리이다. 미국은 이러한 2500 km 사거리 핵무기들을 핵무기 개발 초기부터 현재까지 유럽에 배치하고 있다.

## 우주발사체

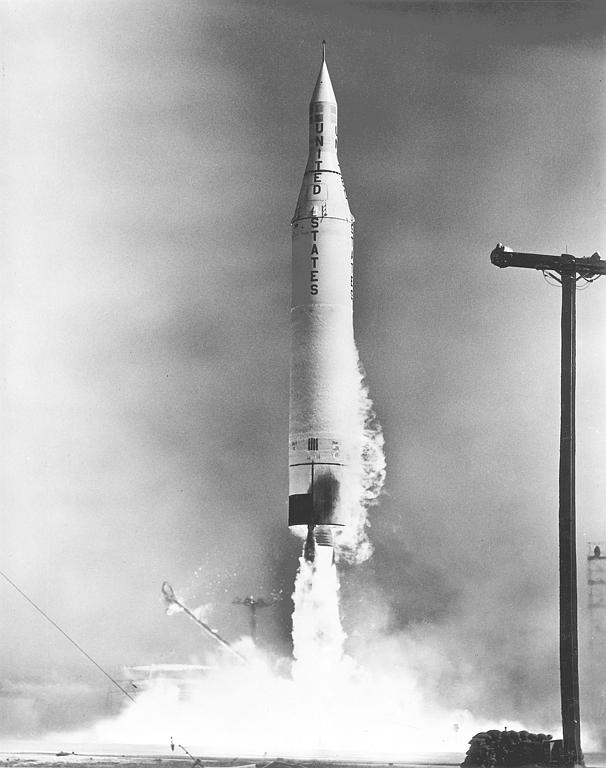
1961년 익스플로러 11호를 싣고 발사중인 주노 2호

PGM-19 주피터를 개조하여 인공위성 발사체인 주노 II를 만들었다.

## 제원 (주피터 MRBM)
- 길이: 60 ft (18.3 m)
- 직경: 8 ft 9 in (2.67 m)
- 무게: 108,804 lb (49,353 kg)
- Empty Weight: 13,715 lb (6,221 kg)
- 액체산소 무게: 68,760 lb (31,189 kg)
- 등유 무게: 30,415 lb (13,796 kg)
- 추력: 150,000 lbf (667 kN)
- 엔진: 로켓다인 LR79-NA (Model S-3D)
- 연소시간: 2분 37초
- 사거리: 1,500 mi (2,400 km)
- 비행시간: 16분 56.9초
- 컷오프 속도: 8,984 mph (14,458 km/h) – Mach 13.04
- 대기권재진입 속도: 10,645 mph (17,131 km/h) – Mach 15.45
- 상승 가속도: 13.69 g (134 m/s²)
- 하강 가속도: 44.0 g (431 m/s²)
- 최대고도: 390 mi (630 km)
- CEP: 4,925 ft (1,500 m)
- 탄두:
  - 1.45 Mt W49 핵탄두(750 kg) + Mk.2 RV(250 kg)
  - 3.75 Mt W38 핵탄두(1400 kg) + RV
- 신관: 근접신관, 충격신관
- 유도방식: INS

## 같이 보기
- INF 조약